# Aeretes melanopterus
Aeretes melanopterus is een zoogdier uit de familie van de eekhoorns (Sciuridae). De wetenschappelijke naam van de soort werd voor het eerst geldig gepubliceerd door Alphonse Milne-Edwards in 1867.